# Stentjärnen (Torps socken, Medelpad, 694792-151461)
Stentjärnen är en sjö i Ånge kommun i Medelpad och ingår i Ljungans huvudavrinningsområde. Sjöns area är 0,013 kvadratkilometer och den befinner sig 374 meter över havet.